# كونستنت جيرارد
كونستنت جيرارد هو ساعاتي سويسري، ولد في 1825 في لا شو دو فون في سويسرا، وتوفي بنفس المكان في 1903.